# 古賀政一
古賀 政一（こが まさかず、1878年5月24日 - 1957年7月29日）は、日本の政治家。衆議院議員（1期）。

## 経歴
長崎県出身。佐世保学舎で学ぶ。醸造業を営み、長崎県醤油味噌醸造工業組合連合会理事長、丸三肥料、親和銀行、五島水産各(株)監査役、丸善醤油(名)社長となる。また佐世保市議、佐世保商工会議所議員、佐世保司法保護委員長、長崎地方裁判所人事、金銭債務各調停委員となる。
1930年の第17回衆議院議員総選挙において長崎2区から立憲民政党公認で立候補して当選し、衆議院議員を1期務めた。1932年の第18回衆議院議員総選挙には出馬しなかった。1957年死去。